# (171) Ofelia
(171) Ofelia es un asteroide perteneciente al cinturón de asteroides descubierto el 13 de enero de 1877 por Alphonse Louis Nicolas Borrelly desde el observatorio de Marsella, Francia.
Está nombrado por Ofelia, un personaje del drama Hamlet del escritor inglés William Shakespeare.

## Características orbitales
Ofelia está situado a una distancia media del Sol de 3,129 ua, pudiendo acercarse hasta 2,718 ua. Su inclinación orbital es 2,547° y la excentricidad 0,1316. Emplea 2022 días en completar una órbita alrededor del Sol. Forma parte de la familia asteroidal de Temis.